# Rhinella
Rhinella Fitzinger, 1826  è un genere di anuro appartenente alla famiglia dei bufonidi diffuso nell'ecozona neotropicale di parte del Messico, dell'America centrale e del Sudamerica. Inoltre la specie Rhinella marina è stata introdotta in diverse zone del pianeta come specie alloctona, principalmente  in Australia, nei Caraibi e nelle Filippine.
Originariamente tutte le specie del genere Rhinella erano incluse nel genere Bufo, per poi essere suddivise nei generi Chaunus e Rhamphophryne. Tuttavia, Chaunus e Rhamphophryne sono dal 2007 considerati sinonimi di Rhinella.

## Tassonomia
All'ottobre 2022 il genere comprende le seguenti 92 specie:
- Rhinella achalensis (Cei, 1972)
- Rhinella achavali (Maneyro, Arrieta, and de Sá, 2004)
- Rhinella acrolopha (Trueb, 1971)
- Rhinella acutirostris (Spix, 1824)
- Rhinella alata (Thominot, 1884)
- Rhinella altiperuviana (Gallardo, 1961)
- Rhinella amabilis (Pramuk and Kadivar, 2003)
- Rhinella angeli Rojas-Zamora, Pérez-Peña, Ávila, Carvalho, Perez, Farias, Gordo, and Hrbek, 2022
- Rhinella arborescandens (Duellman and Schulte, 1992)
- Rhinella arenarum (Hensel, 1867)
- Rhinella arunco (Molina, 1782)
- Rhinella atacamensis (Cei, 1962)
- Rhinella azarai (Gallardo, 1965)
- Rhinella beebei (Gallardo, 1965)
- Rhinella bergi (Céspedez, 2000)
- Rhinella bernardoi Sanabria, Quiroga, Arias, and Cortez, 2010
- Rhinella casconi Roberto, Brito, and Thomé, 2014
- Rhinella castaneotica (Caldwell, 1991)
- Rhinella centralis Narvaes and Rodrigues, 2009
- Rhinella cerradensis Maciel, Brandão, Campos, and Sebben, 2007
- Rhinella chavin (Lehr, Köhler, Aguilar, and Ponce, 2001)
- Rhinella chrysophora (McCranie, Wilson, and Williams, 1989)
- Rhinella chullachaki Castillo-Urbina, Glaw, Aguilar-Puntriano, Vences, and Köhler, 2021
- Rhinella cristinae (Vélez-Rodriguez and Ruiz-Carranza, 2002)
- Rhinella crucifer (Wied-Neuwied, 1821)
- Rhinella dapsilis (Myers and Carvalho, 1945)
- Rhinella diptycha (Cope, 1862)
- Rhinella dorbignyi (Duméril and Bibron, 1841)
- Rhinella exostosica Ferrão, Lima, Ron, Santos, and Hanken, 2020
- Rhinella festae (Peracca, 1904)
- Rhinella fissipes (Boulenger, 1903)
- Rhinella gallardoi (Carrizo, 1992)
- Rhinella gnustae (Gallardo, 1967)
- Rhinella granulosa (Spix, 1824)
- Rhinella henseli (Lutz, 1934)
- Rhinella hoogmoedi Caramaschi and Pombal, 2006
- Rhinella horribilis (Wiegmann, 1833)
- Rhinella humboldti (Gallardo, 1965)
- Rhinella icterica (Spix, 1824)
- Rhinella inca (Stejneger, 1913)
- Rhinella inopina Vaz-Silva, Valdujo, and Pombal, 2012
- Rhinella iserni (Jiménez de la Espada, 1875)
- Rhinella justinianoi (Harvey and Smith, 1994)
- Rhinella leptoscelis (Boulenger, 1912)
- Rhinella lescurei Fouquet, Gaucher, Blanc, and Vélez-Rodriguez, 2007
- Rhinella lilyrodriguezae Cusi, Moravec, Lehr, and Gvoždík, 2017
- Rhinella limensis (Werner, 1901)
- Rhinella lindae (Rivero and Castaño, 1990)
- Rhinella macrorhina (Trueb, 1971)
- Rhinella magnussoni Lima, Menin, and Araújo, 2007
- Rhinella major (Müller and Hellmich, 1936)
- Rhinella manu Chaparro, Pramuk, and Gluesenkamp, 2007
- Rhinella margaritifera (Laurenti, 1768)
- Rhinella marina (Linnaeus, 1758)
- Rhinella merianae (Gallardo, 1965)
- Rhinella mirandaribeiroi (Gallardo, 1965)
- Rhinella moralesi Lehr, Cusi, Rodríguez, Venegas, García Ayachi, and Catenazzi, 2021
- Rhinella multiverrucosa (Lehr, Pramuk, and Lundberg, 2005)
- Rhinella nattereri (Bokermann, 1967)
- Rhinella nesiotes (Duellman and Toft, 1979)
- Rhinella nicefori (Cochran and Goin, 1970)
- Rhinella ocellata (Günther, 1858)
- Rhinella ornata (Spix, 1824)
- Rhinella papillosa (Philippi, 1902)
- Rhinella paraguas Grant and Bolívar-Garcías, 2014
- Rhinella parecis Ávila, Morais, Perez, Pansonato, Carvalho, Rojas-Zamora, Gordo, and Farias, 2020
- Rhinella poeppigii (Tschudi, 1845)
- Rhinella proboscidea (Spix, 1824)
- Rhinella pygmaea (Myers and Carvalho, 1952)
- Rhinella quechua (Gallardo, 1961)
- Rhinella roqueana (Melin, 1941)
- Rhinella rostrata (Noble, 1920)
- Rhinella rubescens (Lutz, 1925)
- Rhinella rubropunctata (Guichenot, 1848)
- Rhinella ruizi (Grant, 2000)
- Rhinella rumbolli (Carrizo, 1992)
- Rhinella scitula (Caramaschi and Niemeyer, 2003)
- Rhinella sclerocephala (Mijares-Urrutia and Arends-R., 2001)
- Rhinella sebbeni Vaz-Silva, Maciel, Bastos, and Pombal, 2015
- Rhinella spinulosa (Wiegmann, 1834)
- Rhinella stanlaii (Lötters and Köhler, 2000)
- Rhinella sternosignata (Günther, 1858)
- Rhinella tacana (Padial, Reichle, McDiarmid, and De la Riva, 2006)
- Rhinella tenrec (Lynch and Renjifo, 1990)
- Rhinella teotoniensis Ferrão, Souza, Hanken, and Lima, 2022
- Rhinella trifolium (Tschudi, 1845)
- Rhinella truebae (Lynch and Renjifo, 1990)
- Rhinella unapensis Rojas-Zamora, Pérez-Peña, Ávila, Carvalho, Perez, Farias, Gordo, and Hrbek, 2022
- Rhinella vellardi (Leviton and Duellman, 1978)
- Rhinella veraguensis (Schmidt, 1857)
- Rhinella veredas (Brandão, Maciel, and Sebben, 2007)
- Rhinella yanachaga Lehr, Pramuk, Hedges, and Córdova, 2007